# Phiesewarden
Phiesewarden ist ein Stadtteil der niedersächsischen Stadt Nordenham im Nordosten des Landkreises Wesermarsch an der Wesermündung.

## Geschichte
Phiesewarden gehörte mit Blexen, Einswarden, Grebswarden, Volkers und Tettens  zu den sechs frühgeschichtlichen (um 100 v. Chr.) Dorfwurten im nordwestlichen Bereich der Außenweser auf dem östlichen Festlandsknie von Butjadingen. Ab dem 1. Jh. v. Chr. kann eine Siedlung Phiesewarden nachgewiesen werden. In Karten des 17. Jahrhunderts heißt der Ort Fiswarden, passend zum benachbarten Grebswarden. Der Deichbau und die Sielentwässerung ab dem 16. Jahrhundert verbesserte hier die landwirtschaftlichen Bedingungen. Die Bauerschaft westlich von Blexen erhielt 1756 den Oldenburger Bauerbrief. Im Mittelalter gehörte die Wurtensiedlung zum Kirchspiel Blexen. 1908 wurde eine Schule gebaut. 1933 wurde die Gemeinde Blexen in die Stadt Nordenham eingemeindet und Phiesewarden wurde zum Ortsteil von Nordenham.

## Bauwerke
- Schule Phiesewarden von 1908; 1922 erweitert, später Grundschule,   2010 geschlossen, da nur noch 63 Kinder sie besuchten.[4]
- Der zweigeschossige Phiesewarder Spieker von wahrscheinlich 1716 stand auf der Hofstelle Wehlau. Er wurde 1982 abgetragen und neben der Stadthalle Friedeburg wieder aufgebaut.

## Persönlichkeiten
- Günter Geise (* 1930), Fußballspieler